# 贛語的歷史
赣语的历史可以确定地追溯至秦朝。

## 上古贛語
上古贛語或原始贛語是秦朝到东汉的赣语。
秦始皇二十六年（前221年），秦将屠睢出征百越。50万秦軍驻扎在余干县、南康县等地，他们是江西省境内的首批中原人定居者。據《淮南子·人間訓》所載：「其一軍守南野之界，一軍結餘干之水」。這應該是江西地區最初的華夏族人口，贛語的形成亦由此而始。漢高帝初年（前202年），漢朝在江西設置豫章郡，郡治南昌，下轄十八縣。豫章郡人口在一百來年的時間內連番四倍，在當時中國一百多個郡中，豫章郡的人口名次由53位躍居第四位。在揚州的六個郡中，由第五位躍居第一位，占揚州總人口的五分之二，上古贛語也就隨著秦始皇和漢武帝征南行動和中原人的南遷而形成了。后来，汉朝建立後设豫章郡，此后人口增长迅速。
西漢揚雄的著作《輶軒使者絕代語釋別國方言》僅「南楚」方言就提及達85次，其中單言「南楚」、不並引其他地名有42次，提到「南楚之外」、「南楚之南」10次。而《史記·貨殖列傳》中則註明道：「衡山、九江、江南豫章、長沙，是南楚也。」同時，《方言》中提及的吳越、吳楊越、吳楚等地亦被認為包括江西的部分地區，所以該時期的江西話應是似吳類楚的一種獨具特色、有別于周畿雅言的語言。
然而陳昌儀認為，隨著「中原人第一次大批涌入，促使了中原文化的傳播，促進了中原漢語與土著語言的融合。這一融合過程大約到東漢末期才完成。」因此揚雄的《方言》沒有對「具有特色的原始贛語引起關注，沒能得到應有的反映。」

## 中古贛語
中古贛語是3至6世纪的赣语。这一时期，赣语受到中原移民的汉化。有些学者认为中古贛語、客家话和江淮官话通泰片有着南朝通用语的底层。:123-135
不过，中古贛語仍与官方语言有很大差异。《南史·列传第三十七》中记载：
上方欲獎以貴族盛姻，以諧之家人語傒音不正，乃遣宮內四五人往諧之家教子女語。二年後，帝問曰：「卿家人語音已正未？」諧之答曰：「宮人少，臣家人多，非唯不能得正音，遂使宮人頓成傒語。」

## 中世贛語
中世贛語是唐朝和宋朝(6至13世纪)的赣语。中原移民在江西的最后一次广泛定居发生在安史之乱后。这一时期的赣语变得稳定了。
对这一时期江西诗人用韵的研究也为构拟中世赣语而做。现代赣语保留了这一时期的许多特征，例如：
- 尤侯韵对蕭豪韵；
- 支微韵对魚模韵；
- 魚模韵对家麻韵；
- 皆來韵对支微韵；
- 監廉韵对寒先韵；
- 庚青韵对江陽韵。

## 近世贛語
近世贛語是元朝和明朝(13至17世纪)的赣语。
近世贛語的部分特征有：
- 半舌冠音[l]与齿龈塞音[n]分离[需要解释]
- 弛声音与送气音合流
- 韵尾[-m]与[-n]合流

## 近代贛語
近代贛語是清朝(17世纪)至近代的赣语。
19世纪中叶出版的课本《類字蒙求》反映了南昌话的语音特点，如-m与-n合流，有7个声调等；学者们发现赣语在这一时期相当稳定。
这一时期西方人也开始学习赣语。英国外交官庄延龄是第一个记录了赣语语音现象的西方人，他注意到自己抚州的朋友将弛声与送气音混淆。

## 阅读更多
- 陳昌儀, 贛方言概要
- 李軍, 陳昌芳, 19世紀中葉南昌話韻母與聲調系統的特點
- 李莎莉, 明代江西詩人用韻研究
- 劉綸鑫, 客贛方言史簡論
- Laurent Sagart, Les dialectes Gan
- Sagart, Laurent. 2002. Gan, Hakka and the Formation of Chinese Dialects （页面存档备份，存于）. Dialect Variations in Chinese, 129–153. 第3届国际汉学会议论文集, Linguistics Section.
- 邵百鳴, 葛力力, 略論贛方言的形成
- 田業政, 元代江西詩人古體詩用韻研究
- 游汝傑, 西洋傳教士漢語方言學著作書目考述